# Línea 87 (Buenos Aires)
La Línea 87 es una línea de colectivos del Área Metropolitana de Buenos Aires. Une la Fábrica Ford, en el Partido de Tigre, con el barrio porteño de Chacarita.
La empresa operadora de la línea es Los Constituyentes S.A.T., quien también tiene a su cargo otras líneas de colectivos de la misma empresa, como la 78, la 111, y la 127.
La oficina de administración se encuentra en José León Suárez, partido de General San Martín.

## Historia
La línea fue fundada el 17 de agosto de 1946, llevando en principio el número 217 y estaba a cargo de la Compañía de Transportes La Argentina SA. En un principio las unidades eran de color azul y blanco, y hacían el recorrido entre el barrio de Chacarita y el Liceo Militar General San Martín, ubicado en el partido de General San Martín.
En 1993 la C.T.L.A. Cae en quiebra y sus recorridos pasan ser administrados por Los Constituyentes SA, que en ese momento solo operaba la Línea 111.

## Recorridos que realiza
- Chacarita - Fábrica Ford

Principales puntos del itinerario:
- Av. Corrientes y Olleros cercano a (Subte B, estación "Federico Lacroze"; Ferrocarril General Urquiza, estación "Federico Lacroze"; Cementerio de la Chacarita)
- Av. de los Incas y Av. Triunvirato (Subte B, De Los Incas - Parque Chas).
- Calle Gabriela Mistral al 3300, Hospital Sirio Libanés.
- Av. San Martín y Av. General Paz
- Plaza central de General San Martín.
- Brown y Aguer (Ferrocarril General Bartolomé Mitre, estación "Villa Ballester").

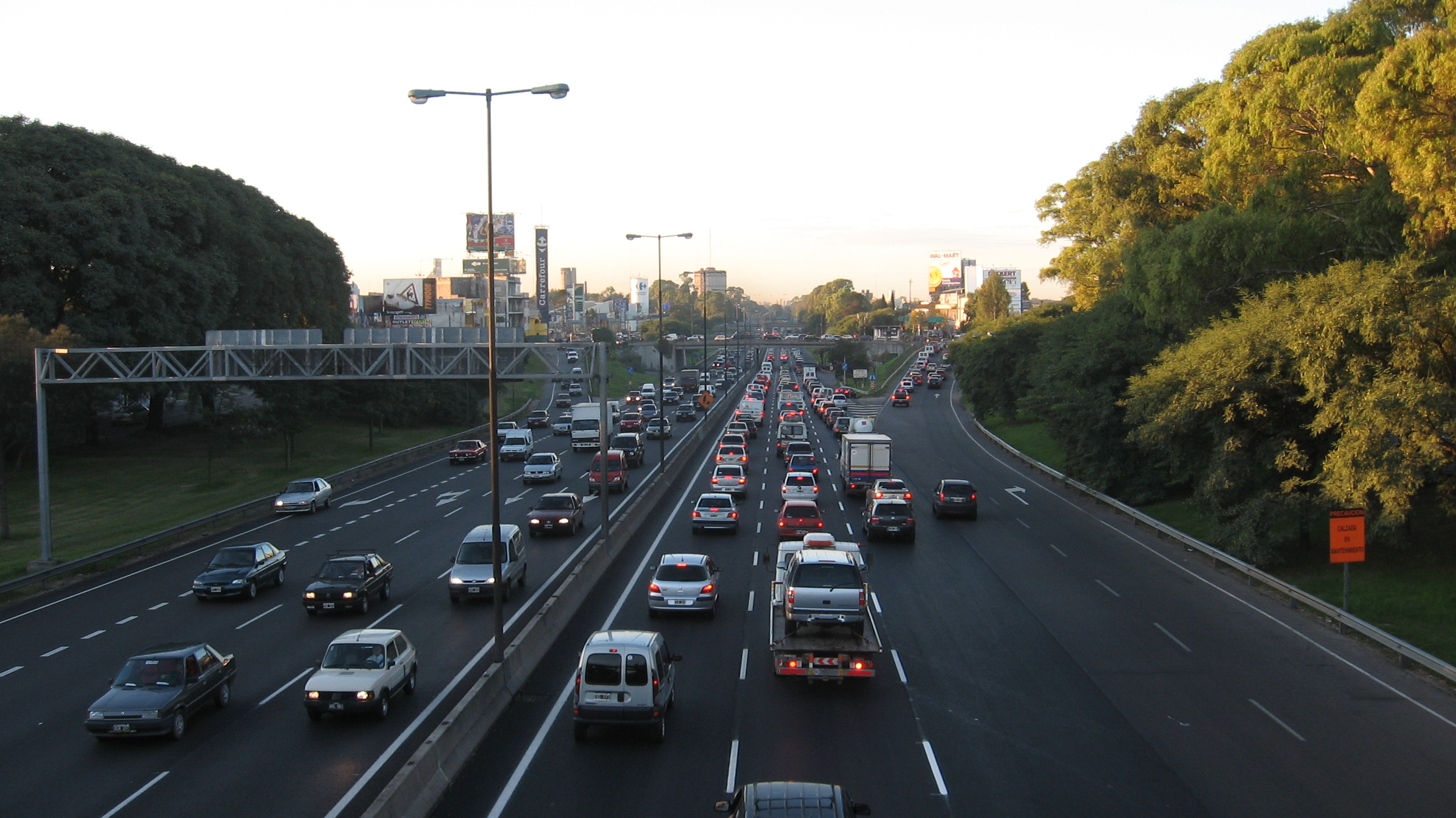
Cruce de las Av. General Paz y Av. San Martín.

- Pacífico Rodríguez y Cabral (Ferrocarril General Bartolomé Mitre, estación "Chilavert").
- Av. Juan Manuel de Rosas (Camino de Cintura) y Sarratea, ingreso al partido de San Isidro.
- Lebensohn y Av. A. Saénz, (Ferrocarril General Belgrano, estación "Boulogne Sur Mer").
- Camino Real Morón a San Fernando y Av. Bernardo de Irigoyen, Cementerio de Boulogne.
- Shopping Soleil Factory (Carrefour Barrio San Isidro)
- Por ruta Panamericana, acceso al partido de Tigre.
- Av. de los Constituyenes y Av. Henry Ford (Ferrocarril General Bartolomé Mitre, estación "López Camelo").
- Planta fabril de Ford Motor.

## Ramales de la Línea 87
Recorrido A - Avenida General Paz - Fábrica Ford 
Recorrido B - Chacarita - Av. Italia y Av. Márquez - Ruta Provincial N.º 4 (José León Suárez)

## Recorridos de la Línea 87
Ramales actuales

#### Recorrido A - General Paz y Av. San Martin - Fábrica Ford
Servicio Común 
Ida A Fábrica Ford - Fábrica Autolatina: Desde Avenida General Paz y Mario Alberti, Mario Alberti, Avenida Guido Spano, Avenida Libertador General San Martín, Perdriel, Intendente A. M. Campos, Doctor Ramón Carrillo, Leandro Nicéforo Alem, Arenales, Mitre, Almirante Brown, Profesor Aguer, Roca, Puente Sobre Las Vías Del Ferrocarril Bartolomé Mitre, Lavalle, Pacífico Rodríguez, Moreno, República, Avellaneda, Libertad, Washington, Esmeralda, Roldan, Echagüe, Arenales, Libertad, Avenida Brigadier General Juan Manuel De Rosas (Ruta Provincial N.º 4), Avenida Avelino Rolón (Ruta Provincial N.º 4), Asamblea, Medrano, Moisés Lebensohn, Avenida Avelino Rolón (Ruta Provincial N.º 4), Uriarte, Asamblea, Darregueyra, Sarratea, Camino Real Morón A San Fernando, Bernardo De Irigoyen, Lateral Autopista Ingeniero Pascual Palazzo Sentido Sur, Puente Camino Real Morón A San Fernando Sobre Autopista Ingeniero Pascual Palazzo, Lateral Autopista Ingeniero Pascual Palazzo Sentido Norte, Dante Alighieri, Avenida Marcelo Torcuato De Alvear (Ruta Nacional N.º 202), Boulogne Sur Mer, Hipólito Yrigoyen (Ruta Nacional N.º 197), Sarmiento (Ex-Ruta Nacional N.º 9), Avenida de Los Constituyentes (Ex-Ruta Nacional N.º 9), Avenida Henry Ford, Avenida Libertador General San Martín (Lateral Autopista Ingeniero Pascual Palazzo Sentido Norte) hasta Puerta 2 De Fábrica Autolatina. 
Regreso A General Paz: Desde Puerta 2 De Fábrica Autolatina Por Avenida Libertador General San Martín (Lateral Autopista Ingeniero Pascual Palazzo Sentido Norte), Avenida Henry Ford, Avenida de Los Constituyentes (Ex-Ruta Nacional N.º 9), Sarmiento (Ex-Ruta Nacional N.º 9), Hipólito Yrigoyen (Ruta Nacional N.º 197), Boulogne Sur Mer, Avenida Marcelo Torcuato De Alvear (Ruta Nacional N.º 202), Calle Lateral Autopista Ingeniero Pascual Palazzo Sentido Sur, Bernardo De Irigoyen, Camino Real Morón A San Fernando, Sarratea, Malabia, Olazábal, Medrano, Moisés Lebensohn, Avenida Avelino Rolón (Ruta Provincial N.º 4), Avenida Brigadier General Juan Manuel De Rosas (Ruta Provincial N.º 4), Combet, Alvarado, Libertad, Arenales, Fray Luis Beltrán, Yapeyú, Calle N.º 2, Washington, Independencia, Roldan, Calle N.º 2, Washington, Libertad, Moreno, Independencia, San Lorenzo, Esmeralda, Puente Sobre Las Vías Del Ferrocarril General Bartolomé Mitre, Colon, Artigas, Vicente López, Mitre, Arenales, Leandro Nicéforo Alem, San Lorenzo, Mitre, Pellegrini, Belgrano, San Martín, María Asunta, M. A. Rouco, Rodríguez Peña, Avenida Libertador General San Martín Hasta General Paz.

#### Recorrido B - Chacarita - Av. Italia y Av. Márquez - Ruta Provincial N.º 4 (José León Suárez)
Servicio Común 
Ida A Italia y Avenida Márquez: Desde Caldas Y Avenida Jorge Newbery Por Avenida Jorge Newbery 4600-4200, Avenida Guzmán 400-600, Avenida Corrientes Sur 6900-6800, Olleros 4200-3800, Roseti 500-2200, Mariano Acha 1200-1350, Avenida de Los Incas 4300-5500, Avenida Francisco Beiro 2100-2400, Zamudio 3500-4600, Gabriela Mistral 2400-3500, Avenida San Martín 6800-7500, Cruce Avenida General Paz, Avenida Libertador General San Martín, Perdriel, Intendente A. M. Campos, Doctor Ramón Carrillo, Leandro Niceforo Alem, Arenales, Mitre, Almirante Brown, Profesor Aguer, Roca, Puente Sobre Las Vías Del Ferrocarril Bartolomé Mitre, Lavalle, Pacífico Rodríguez, Moreno, República, Avellaneda, Libertad, Washington, Esmeralda, Roldan, Echagüe, Arenales, Libertad, Avenida Brigadier General Juan Manuel De Rosas (Ruta Provincial N.º 4), hasta Italia. 
Regreso A Chacarita: Desde Italia y Avenida Brigadier General Juan Manuel De Rosas (Ruta Provincial N.º 4) por Avenida Brigadier General Juan Manuel De Rosas (Ruta Provincial N.º 4), Combet, Alvarado, Libertad, Arenales, Fray Luis Beltran, Yapeyu, Calle N.º 2, Washington, Independencia, Roldan, Calle N.º 2, Washington, Libertad, Moreno, Independencia, San Lorenzo, Esmeralda, Puente Sobre Las Vías Del Ferrocarril General Bartolomé Mitre, Colon, Artigas, Vicente López, Mitre, Arenales, Leandro Niceforo Alem, San Lorenzo, Mitre, Pellegrini, Belgrano, San Martín, María Asunta, M. A. Rouco, Rodríguez Peña, Avenida Libertador General San Martín, Cruce Avenida General Paz, Avenida San Martín 7500-7100, Griveo 3700-3750, San Nicolás 4900-4700, Avenida General Mosconi 3700-2500, General José Gervasio De Artigas 4700-3500, Avenida Francisco Beiro 2500-2100, Avenida de Los Incas 5500-4500, Avenida Triunvirato 3750-3300, Holmberg 900-1000, Fraga 1800-800, Avenida Forest 700-600, Avenida Federico Lacroze 4000-4200, Avenida Corrientes Sur 6900-6600, Avenida Jorge Newbery 4100-4300, Rodney 400-200, Concepción Arenal 4500-4600, Caldas 200-300 Hasta Avenida Jorge Newbery. 

### Chacarita - Fábrica Ford
Servicio Común 
Ida A Fábrica Ford - Fábrica Autolatina: Desde Caldas Y Avenida Jorge Newbery Por Avenida Jorge Newbery 4600-4100, Avenida Corrientes Sur 6600-6900, Avenida Federico Lacroze 4200-4000,Avenida Triunviarto 2900-3600, Mariano Acha 1200-1350, Avenida de Los Incas 4300-5500, Avenida Francisco Beiró 2100-2400, Zamudio 3500-4600, Gabriela Mistral 2400-3500, Avenida San Martín 6800-7500, Cruce Avenida General Paz, Avenida Libertador General San Martín, Perdriel, Intendente A. M. Campos, Doctor Ramón Carrillo, Leandro Nicéforo Alem, Arenales, Mitre, Almirante Brown, Profesor Aguer, Roca, Puente Sobre Las Vías Del Ferrocarril Bartolomé Mitre, Lavalle, Pacífico Rodríguez, Moreno, República, Avellaneda, Libertad, Washington, Esmeralda, Roldan, Echagüe, Arenales, Libertad, Avenida Brigadier General Juan Manuel De Rosas (Ruta Provincial N.º 4), Avenida Avelino Rolón (Ruta Provincial N.º 4), Asamblea, Medrano, Moisés Lebensohn, Avenida Avelino Rolón (Ruta Provincial N.º 4), Uriarte, Asamblea, Darregueyra, Sarratea, Camino Real Morón A San Fernando, Bernardo De Irigoyen, Lateral Autopista Ingeniero Pascual Palazzo Sentido Sur, Puente Camino Real Morón A San Fernando Sobre Autopista Ingeniero Pascual Palazzo, Lateral Autopista Ingeniero Pascual Palazzo Sentido Norte, Dante Alighieri, Avenida Marcelo Torcuato De Alvear (Ruta Nacional N.º 202), Boulogne Sur Mer, Hipólito Yrigoyen (Ruta Nacional N.º 197), Sarmiento (Ex-Ruta Nacional N.º 9), Avenida de Los Constituyentes (Ex-Ruta Nacional N.º 9), Avenida Henry Ford, Avenida Libertador General San Martín (Lateral Autopista Ingeniero Pascual Palazzo Sentido Norte) Hasta Puerta 2 De Fábrica Autolatina. 
Regreso A Chacarita: Desde Puerta 2 De Fábrica Autolatina Por Avenida Libertador General San Martín (Lateral Autopista Ingeniero Pascual Palazzo Sentido Norte), Avenida Henry Ford, Avenida de Los Constituyentes (Ex-Ruta Nacional N.º 9), Sarmiento (Ex-Ruta Nacional N.º 9), Hipólito Yrigoyen (Ruta Nacional N.º 197), Boulogne Sur Mer, Avenida Marcelo Torcuato De Alvear (Ruta Nacional N.º 202), Calle Lateral Autopista Ingeniero Pascual Palazzo Sentido Sur, Bernardo De Irigoyen, Camino Real Morón A San Fernando, Sarratea, Malabia, Olazábal, Medrano, Moisés Lebensohn, Avenida Avelino Rolón (Ruta Provincial N.º 4), Avenida Brigadier General Juan Manuel De Rosas (Ruta Provincial N.º 4), Combet, Alvarado, Libertad, Arenales, Fray Luis Beltrán, Yapeyú, Calle N.º 2, Washington, Independencia, Roldan, Calle N.º 2, Washington, Libertad, Moreno, Independencia, San Lorenzo, Esmeralda, Puente Sobre Las Vías Del Ferrocarril General Bartolomé Mitre, Colon, Artigas, Vicente López, Mitre, Arenales, Leandro Nicéforo Alem, San Lorenzo, Mitre, Pellegrini, Belgrano, San Martín, María Asunta, M. A. Rouco, Rodríguez Peña, Avenida Libertador General San Martín, Cruce Avenida General Paz, Avenida San Martín 7500-7100, Griveo 3700-3750, San Nicolás 4900-4700, Avenida General Mosconi 3700-2500, General José Gervasio De Artigas 4700-3500, Avenida Francisco Beiró 2500-2100, Avenida de Los Incas 5500-4500, Avenida Triunvirato 3750-2900,  Avenida Federico Lacroze 4000-4200, Avenida Corrientes Sur 6900-6600, Avenida Jorge Newbery 4100-4300, Rodney 400-200, Concepción Arenal 4500-4600, Caldas 200-300 Hasta Avenida Jorge Newbery.

#### Chacarita - Boulogne Sur Mer
Servicio Común 
Ida A Barrio San Isidro: Desde Caldas Y Avenida Jorge Newbery Por Avenida Jorge Newbery 4600-4200, Avenida Guzmán 400-600, Avenida Corrientes Sur 6900-6800, Olleros 4200-3800, Roseti 500-2200, Mariano Acha 1200-1350, Avenida de Los Incas 4300-5500, Avenida Francisco Beiro 2100-2400, Zamudio 3500-4600, Gabriela Mistral 2400-3500, Avenida San Martín 6800-7500, Cruce Avenida General Paz, Avenida Libertador General San Martín, Perdriel, Intendente A. M. Campos, Doctor Ramón Carrillo, Leandro Niceforo Alem, Arenales, Mitre, Almirante Brown, Profesor Aguer, Roca, Puente Sobre Las Vías Del Ferrocarril Bartolomé Mitre, Lavalle, Pacífico Rodríguez, Moreno, República, Avellaneda, Libertad, Washington, Esmeralda, Roldan, Echagüe, Arenales, Libertad, Avenida Brigadier General Juan Manuel De Rosas (Ruta Provincial N.º 4), Avenida Avelino Rolon (Ruta Provincial N.º 4), Asamblea, Medrano, Moisés Lebensohn hasta Avenida Avelino Rolon (Ruta Provincial N.º 4) 
Regreso A Chacarita: Desde Moisés Lebensohn y Avenida Avelino Rolon (Ruta Provincial N.º 4) por Avenida Avelino Rolon (Ruta Provincial N.º 4), Avenida Brigadier General Juan Manuel De Rosas (Ruta Provincial N.º 4), Combet, Alvarado, Libertad, Arenales, Fray Luis Beltran, Yapeyu, Calle N.º 2, Washington, Independencia, Roldan, Calle N.º 2, Washington, Libertad, Moreno, Independencia, San Lorenzo, Esmeralda, Puente Sobre Las Vías Del Ferrocarril General Bartolomé Mitre, Colon, Artigas, Vicente López, Mitre, Arenales, Leandro Niceforo Alem, San Lorenzo, Mitre, Pellegrini, Belgrano, San Martín, María Asunta, M. A. Rouco, Rodríguez Peña, Avenida Libertador General San Martín, Cruce Avenida General Paz, Avenida San Martín 7500-7100, Griveo 3700-3750, San Nicolás 4900-4700, Avenida General Mosconi 3700-2500, General José Gervasio De Artigas 4700-3500, Avenida Francisco Beiro 2500-2100, Avenida de Los Incas 5500-4500, Avenida Triunvirato 3750-3300, Holmberg 900-1000, Fraga 1800-800, Avenida Forest 700-600, Avenida Federico Lacroze 4000-4200, Avenida Corrientes Sur 6900-6600, Avenida Jorge Newbery 4100-4300, Rodney 400-200, Concepción Arenal 4500-4600, Caldas 200-300 Hasta Avenida Jorge Newbery.